# New Left Review
New Left Review o NLR (en español Revista de la nueva izquierda) es una revista política de izquierda, fundada en 1960 en Reino Unido y editada en inglés.

## Origen y línea editorial
New Left Review es el resultado de la fusión de las revistas New Reasoner y Universities and Left Review. La revista Universities and Left Review surgió con motivo de la crisis de Suez en 1956 y criticaba la posición mayoritaria dentro del Partido laborista británico que mantenía una actitud revisionista de la ortodoxia marxista.
La vanguardia de la Nueva Izquierda (New Left ) en Gran Bretaña, convertirá la revista New Left Review en su diario teórico. A través del diario, los miembros de la Nueva Izquierda crearían los New Left Clubs, núcleos de pensamiento y promoción para el restablecimiento del socialismo como fuerza viable en política inglesa de la clase obrera.
El nombre New Left proviene del sociólogo estadounidense radical C. Wright Mills quien escribió una «carta abierta a la nueva izquierda» (Open letter to the New Left) en 1960 en la que negaba que la vieja izquierda (Old Left), comunista y reformista, y los liberales radicales hubieran traicionado los ideales de la libertad y de la justicia. Su declaración tuvo gran impacto en los jóvenes intelectuales de izquierda.
El diario fue editado inicialmente por el teórico cultural Stuart Hall quien fue sustituido en 1962 por Perry Anderson, quien en su primer época como el redactor amplió el horizonte de la revista a los debates y discusiones dentro del marxismo occidental (véase Teoría crítica y Escuela de Frankfurt). Robin Blackburn relevó a Anderson en 1982, y continuó en este papel hasta que se produjo la renovación y relanzamiento de la revista en el año 2000. La época bajo la dirección editorial de Blackburn, estuvo marcada por la escisión en el comité editorial que culminaría con la dimisión de la mayoría de sus miembros en 1993 un hecho que ni se menciona en la sección de la historia oficial de la 'New Left Review' que tiene la página web Perry Anderson volvió a ser editor hasta que Susan Watkins asumió el control de la redacción en el año 2003.
Desde su refundación NLR publica relevantes artículos sobre temas de actualidad de numerosos países: Estados Unidos, China, Japón, Turquía, Europa, Reino Unido, Indonesia, Cuba, Irak, México, India y los Territorios Palestinos. Ofrece artículos de los mejores pensadores internacionales para el análisis de la economía global, del movimiento antiglobalización, del anticonsumismo, del activismo anticorporativo, de la globalización posterior a la Cumbre de Seattle así como debates sobre la literatura del mundo y del cine, críticas culturales y del vanguardismo.

## Edición en español
Desde el año 2000 al 2012 fue editada en español por la Editorial Akal, en la actualidad la revista es publicada por el Instituto de Altos Estudios Nacionales de Ecuador y comercializada para todo el mundo (menos para la República del Ecuador) por la editorial española Traficantes de Sueños.